# Dej
Dej (Hongaars: Dés, Duits: Desch, vroeger Burglos) is een stadje in Roemenië aan de Someș, vlak voorbij de plaats waar deze rivier ontstaat uit de samenvloeiing van de Grote en de Kleine Someș. Dej behoort tot het district (judet) Cluj en telt 33.497 inwoners (2011).

## Geschiedenis
Dej werd, zoals de meeste steden in Zevenburgen, door de eeuwen heen vooral bewoond door Hongaren en Duitsers. Het stadje leefde van de zoutwinning, die onder de Hongaarse koning Andreas II (1205-1235) begon en in 1717 werd beëindigd. Tegenwoordig is 17% van de inwoners Hongaars.
Dej was tot 1876 de hoofdstad van het Hongaarse comitaat Belső-Szolnok en vervolgens tot 1918 van het comitaat Szolnok-Doboka. Onder Roemeens bestuur lag het vervolgens in het district (județ) Someș, dat hetzelfde gebied besloeg. Tussen 1940 en 1944 werd Dej weer even Hongaars. Uiteindelijk werd het district Someș in 1960 verdeeld over de buurdistricten en verloor Dej zijn positie als districtshoofdstad.
Aan het begin van de jaren dertig was de communist Gheorghe Gheorghiu als spoorwegwerker actief in Dej. Hij voegde de naam van het stadje toe aan zijn naam en werd later partijleider en staatshoofd onder de naam Gheorghe Gheorghiu-Dej.

## Stadsbeeld
Dej heeft een vijftiende-eeuwse kerk in Oost-Hongaarse gotische stijl met een 72 meter hoge toren. De kerk was oorspronkelijk rooms-katholiek, maar is nu protestants. In de 16e eeuw kreeg de kerk een ommuring, zoals veel burchtkerken in Zevenburgen die hadden, maar in Dej is de muur later weer afgebroken.

## Demografie
Volgens de volkstelling van 2011 heeft Dej 31.702 inwoners.
De etnische verdeling is als volgt:
- 86,6% Roemenen
- 12% Hongaren
- 1,1% Roma
- 0,3% overige nationaliteiten

## Geboren
- Géza Teleki (1843-1913), Hongaars minister
- Paul Papp (1989), voetballer

## Stedenband

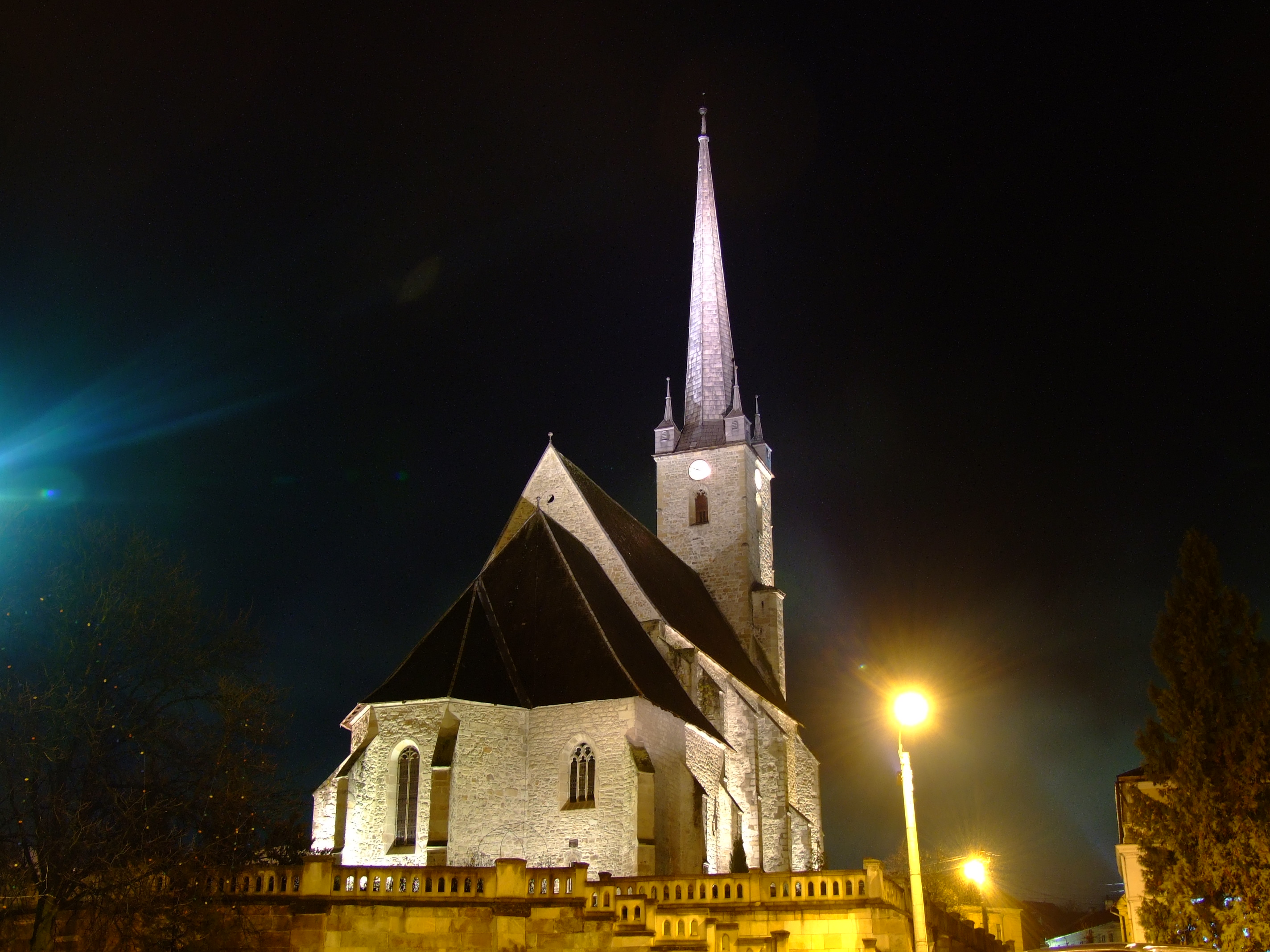
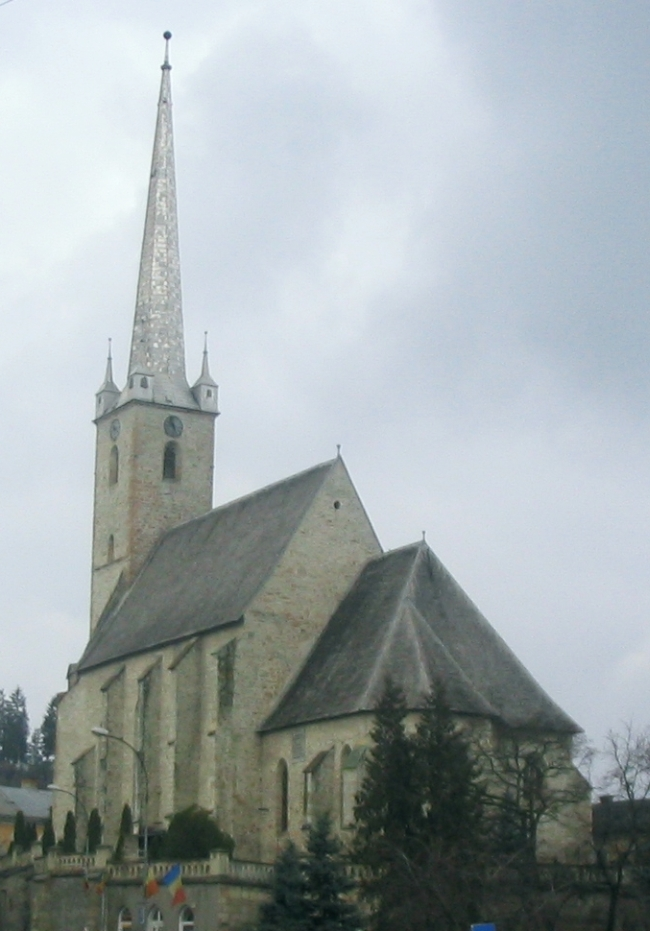
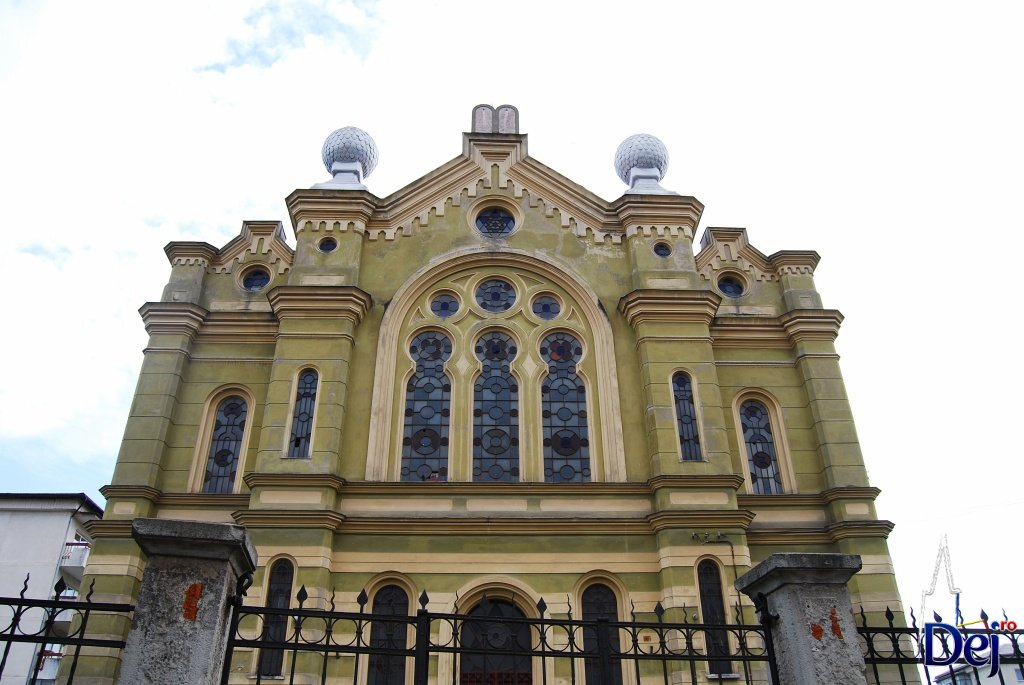
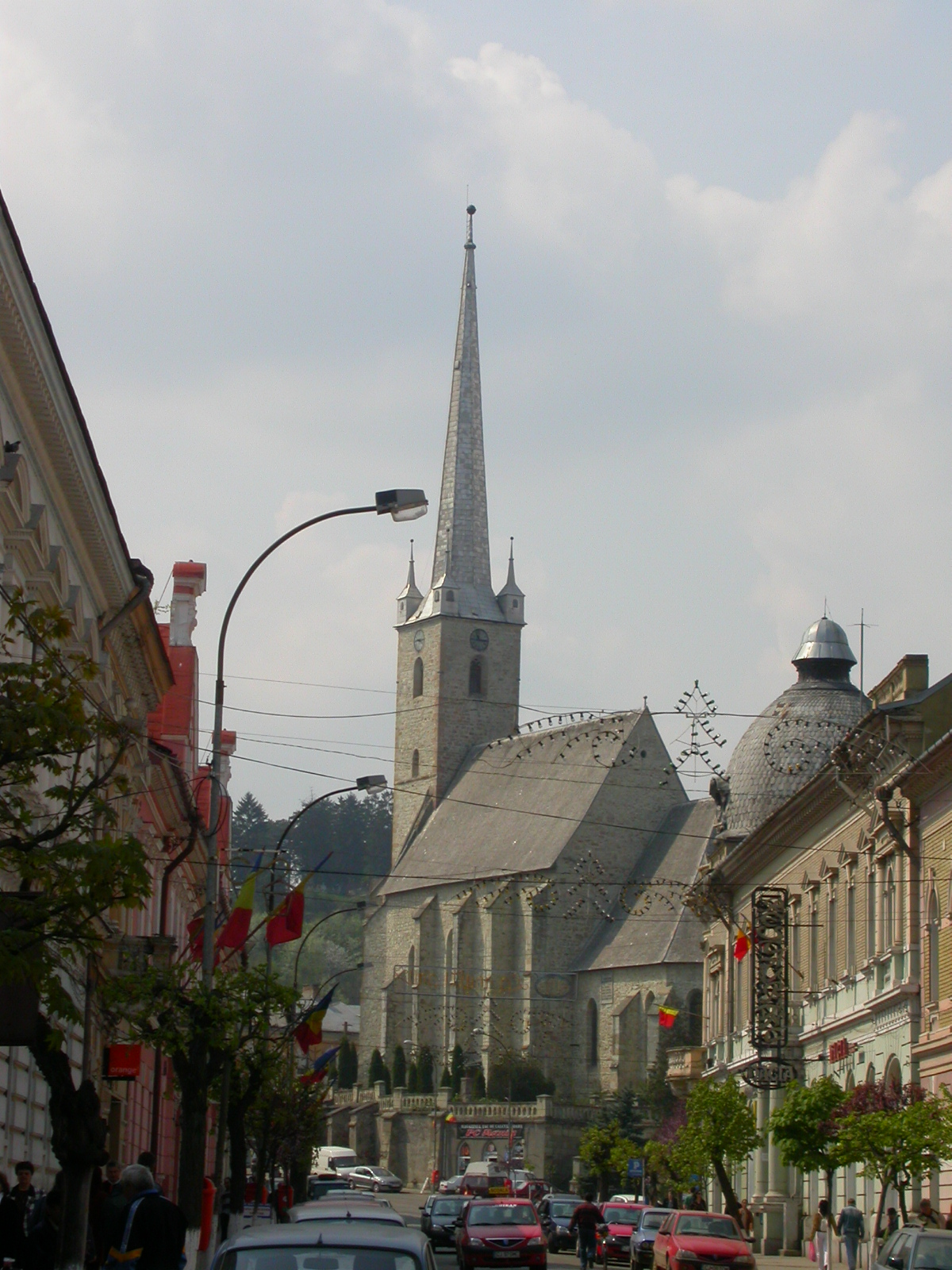

- Le Quesnoy in Frankrijk
- Dalfsen in Nederland

Steden met gemeentestatus: Cluj-Napoca · Turda · Câmpia Turzii · Dej · Gherla

Stad zonder gemeentestatus: Huedin

Gemeenten: Aghireșu · Aiton · Aluniș · Apahida · Așchileu Mare · Baciu · Băișoara · Beliș · Bobâlna · Bonțida · Borșa · Buza · Căianu · Călățele · Cămărașu · Căpușu Mare · Cășeiu · Cătina · Câțcău · Ceanu Mare · Chinteni · Chiuiești · Ciucea · Ciurila · Cojocna · Cornești · Cuzdrioara · Dăbâca · Feleacu · Fizeșu Gherlii · Florești · Frata · Gârbău · Geaca · Gilău · Iara · Iclod · Izvoru Crișului · Jichișu de Jos · Jucu · Luna · Măguri-Răcătău · Mănăstireni · Mărgău · Mărișel · Mica · Mihai Viteazu · Mintiu Gherlii · Mociu · Moldovenești · Negreni · Pălatca · Panticeu · Petreștii de Jos · Ploscoș · Poieni · Râșca · Recea-Cristur · Săcuieu · Săndulești · Săvădisla · Sânncraiu · Sânmartin · Sânpaul · Someșeni · Sic · Suatu · Tritenii de Jos · Tureni · Țaga · Unguraș · Vad · Valea Ierii · Viișoara · Vultureni